# Dichotomius simplex
Dichotomius simplex är en skalbaggsart som beskrevs av Taschenberg 1870. Dichotomius simplex ingår i släktet Dichotomius och familjen bladhorningar. Inga underarter finns listade i Catalogue of Life.